# Aventin de Chartres
Pour les articles homonymes, voir Aventin (homonymie).
Saint Aventin de Chartres, mort vers 528 est un évêque de Chartres.